# Monoceratina
Monoceratina is een geslacht van kreeftachtigen uit de klasse van de Ostracoda (mosselkreeftjes).

## Soorten
- Monoceratina abnormis Kotschetkova, 1972 †
- Monoceratina acanthoptera (Marsson, 1880) Alexander, 1934 †
- Monoceratina accentuata Sylvester-Bradley, 1948 †
- Monoceratina acu (Sulc, 1931) Coryell, 1963 †
- Monoceratina acuminata (Alth, 1850) Howe & Laurencich, 1958 †
- Monoceratina afrohercynica Becker, 1988 †
- Monoceratina albertensis Loranger, 1954 †
- Monoceratina alexanderi Howe & Chambers, 1935 †
- Monoceratina aliena (Luebimova, 1955) Permyakova, 1978 †
- Monoceratina amfibola Barbeito-Gonzalez, 1971
- Monoceratina antiqua (Jones & Kirkby, 1886) Robinson, 1978 †
- Monoceratina bemelenensis Veen, 1936 †
- Monoceratina biloba Schmidt, 1948 †
- Monoceratina biphysa Munsey, 1953 †
- Monoceratina bisulcata Valicenti & Stephens, 1984 †
- Monoceratina bosqueti (Veen, 1936) Howe & Laurencich, 1958 †
- Monoceratina bradfieldi Cooper, 1946 †
- Monoceratina buekkensis Kozur, 1985 †
- Monoceratina burgensis Donze, 1964 †
- Monoceratina casei Warthin, 1934 †
- Monoceratina climaxia Loranger, 1955 †
- Monoceratina compta Khivintseva, 1969 †
- Monoceratina cooperi Swain, 1953 †
- Monoceratina cornuta Robinson, 1978 †
- Monoceratina denticulata Donze, 1962 †
- Monoceratina dornickhillica Bradfield, 1935 †
- Monoceratina elongata Benson & Collinson, 1958 †
- Monoceratina emeiensis Xie, 1983 †
- Monoceratina erinacea Veen, 1936 †
- Monoceratina exilis Schneider, 1948 †
- Monoceratina exiqua Styk, 1972 †
- Monoceratina fastigiata Kotschetkova, 1968 †
- Monoceratina faveolata Kotschetkova, 1968 †
- Monoceratina foramena Valicenti & Stephens, 1984 †
- Monoceratina gansuensis Shi & Wang, 1987 †
- Monoceratina gerdae (Luebimova, 1955) Permyakova, 1978 †
- Monoceratina glabra Veen, 1936 †
- Monoceratina gracilis Veen, 1936 †
- Monoceratina harrisi Stephenson, 1946 †
- Monoceratina hemielliptica Wang (S.), 1983 †
- Monoceratina herburyensis Sylvester-Bradley, 1948 †
- Monoceratina hodnaensis Majoran, 1989 †
- Monoceratina huddlei Bradfield, 1935 †
- Monoceratina impressa Scheremeta, 1969 †
- Monoceratina incisa Peterson, 1954 †
- Monoceratina insignis  (Sars, 1869) Whatley & Coles, 1991
- Monoceratina invenusta Bate, 1972 †
- Monoceratina jonesi Smith (J. K.), 1978 †
- Monoceratina kozuri Styk, 1972 †
- Monoceratina kungurica (Martinova, 1972) Gusseva, 1986 †
- Monoceratina laevioides Bonnema, 1941 †
- Monoceratina laevis (Marsson, 1880) Bonnema, 1941 †
- Monoceratina laevis (Marsson, 1880) Deroo, 1966 †
- Monoceratina laevis Stephenson, 1946 †
- Monoceratina lawrencevillensis Scott & Borger, 1941 †
- Monoceratina letopa Gruendel, 1964 †
- Monoceratina lewisi Harris & Lalicker, 1932 †
- Monoceratina liassica Park, 1987 †
- Monoceratina lobitzeri Kristan-Tollmann, 1991 †
- Monoceratina longispinata (Jones & Hinde, 1890) Howe & Laurencich, 1958 †
- Monoceratina longissima Kroemmelbein, 1958 †
- Monoceratina maideriana Becker, 1988 †
- Monoceratina mandawaensis Bate & Bayliss, 1969 †
- Monoceratina mangiferaformis Valicenti & Stephens, 1984 †
- Monoceratina mesoliassica Triebel & Bartenstein, 1938 †
- Monoceratina michelseni (Riegraf, 1984) Harloff, 1993 †
- Monoceratina mielnicensis Szczechura, 1964 †
- Monoceratina nebulosa Tschigova, 1959 †
- Monoceratina nescia (Luebimova, 1955) Permyakova, 1978 †
- Monoceratina nitidoides Bonnema, 1941 †
- Monoceratina nodosa Scott & Borger, 1941 †
- Monoceratina nodosa Zanina, 1971 †
- Monoceratina nodulosa Gruendel, 1964 †
- Monoceratina obliquejugosa Veen, 1936 †
- Monoceratina oblita Bonaduce, Ciampo & Masoli, 1976
- Monoceratina odessusensis Baynova & Talev, 1964 †
- Monoceratina oxyura (Reuss, 1865) Howe & Laurencich, 1958 †
- Monoceratina parallela Alexander, 1934 †
- Monoceratina pararossae Peterson, 1954 †
- Monoceratina parvula Kotschetkova, 1968 †
- Monoceratina paucipunctata Stephenson, 1946 †
- Monoceratina paula Styk, 1972 †
- Monoceratina plaga Ciampo, 1986 †
- Monoceratina polita Donze, 1962 †
- Monoceratina polonica Szczechura, 1964 †
- Monoceratina posterocarinata Brand, 1990 †
- Monoceratina postnodosa Harris & Jobe, 1956 †
- Monoceratina praevulsa Kristan-Tollmann, 1991 †
- Monoceratina pseudoglabra Veen, 1936 †
- Monoceratina pseudosulcata Veen, 1936 †
- Monoceratina pterygota Scheremeta, 1969 †
- Monoceratina punctata Veen, 1936 †
- Monoceratina pygmaea Veen, 1936 †
- Monoceratina rejuensis Ahmed, 1994 †
- Monoceratina repentina Gusseva, 1972 †
- Monoceratina sagitta Buetler & Jones, 1957 †
- Monoceratina sangalkamensis Carbonnel, 1986 †
- Monoceratina saxonica Schmidt, 1954 †
- Monoceratina scarboroughensis Bate, 1965 †
- Monoceratina scotti Loranger, 1963 †
- Monoceratina semiornata Alexander, 1934 †
- Monoceratina shimonensis Rosenfeld & Raab, 1984 †
- Monoceratina sigynae (Coryell & Johnson, 1939) Sohn, 1988 †
- Monoceratina sinensis Zhao (Yi-Chun) (Quan-Hong) in Wang et al., 1988
- Monoceratina sinuata Posner, 1956 †
- Monoceratina speciosa Alexander, 1934 †
- Monoceratina spinosa (Kozur, 1970) Ostyk, 1979 †
- Monoceratina stimulea (Schwager, 1866) Snain & Kraft, 1975 †
- Monoceratina striata Deltel, 1963 †
- Monoceratina subscaphodea Xie, 1983 †
- Monoceratina sundancensis Swain & Peterson, 1951 †
- Monoceratina tennesseensis (Ulrich & Bassler, 1932) Bassler & Kellett, 1934 †
- Monoceratina tewarii Jain, 1961 †
- Monoceratina transisleana Bonnema, 1941 †
- Monoceratina trentoniensis Bonnema, 1941 †
- Monoceratina trepti Donze, 1962 †
- Monoceratina trigonoptera (Bosquet, 1854) Veen, 1936 †
- Monoceratina trinodosa Alexander, 1934 †
- Monoceratina trituberculata Rosenfeld, 1974 †
- Monoceratina tuberosa Szczechura, 1964 †
- Monoceratina tumefacta Gusseva, 1972 †
- Monoceratina tumida Sheppard, 1990 †
- Monoceratina vanveenina (Coryell, 1963) Coryell, 1963 †
- Monoceratina ventralis Roth, 1928 †
- Monoceratina visceralis (Jones & Sherborn, 1888) Bate, 1969 †
- Monoceratina wrefordensis (Upson, 1933) Bassler & Kellett, 1934 †